# Albrunpass
Der Albrunpass (ital. Bocchetta d'Arbola) ist ein 2409 m ü. M. hoher Saumpass, der über den südlichen Hauptkamm der Alpen führt.

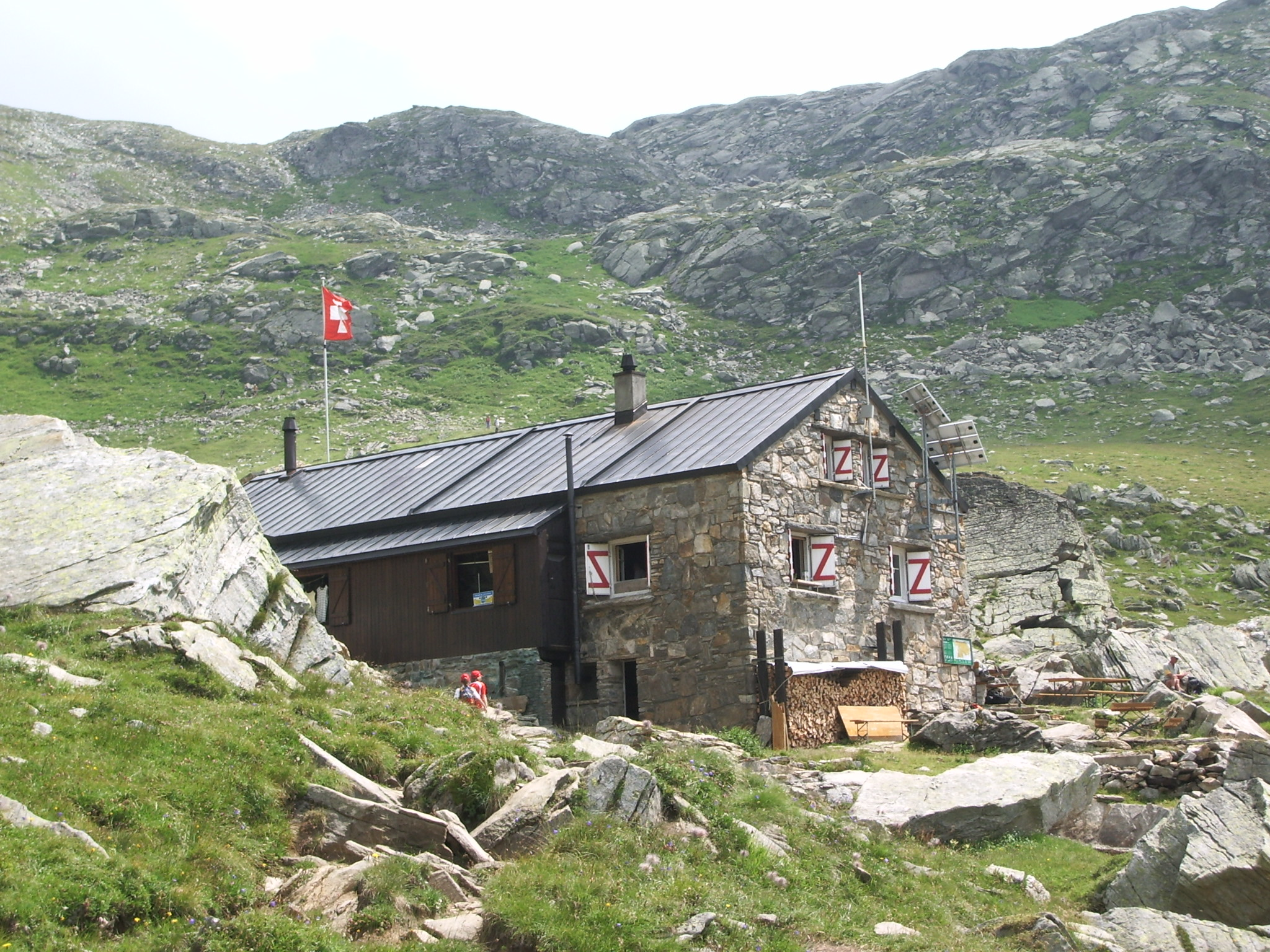
SAC-Binntalhütte

## Geographie
Auf der Passhöhe – acht Kilometer östlich der Schweizer Ortschaft Binn – verläuft die Grenze zwischen Italien und der Schweiz. Der Albrunpass stellt einen Übergang vom Walliser Binntal nach Alpe Devero im italienischen Valle Devero dar und verbindet damit das Goms mit dem Valle d’Ossola (Eschental).
Der Gebirgspass wird im Westen vom Albrunhorn (ital. Monte Figascian, 2885 m ü. M.), im Osten vom Ofenhorn (ital. Punta d'Arbola, 3235 m ü. M.) überragt. Etwas unterhalb der Passhöhe steht auf 2265 m ü. M. die Binntalhütte des Schweizer Alpen-Clubs SAC. Sie dient als Unterkunft bei einer Passüberquerung oder als Ausgangspunkt für Bergbesteigungen in der Umgebung.

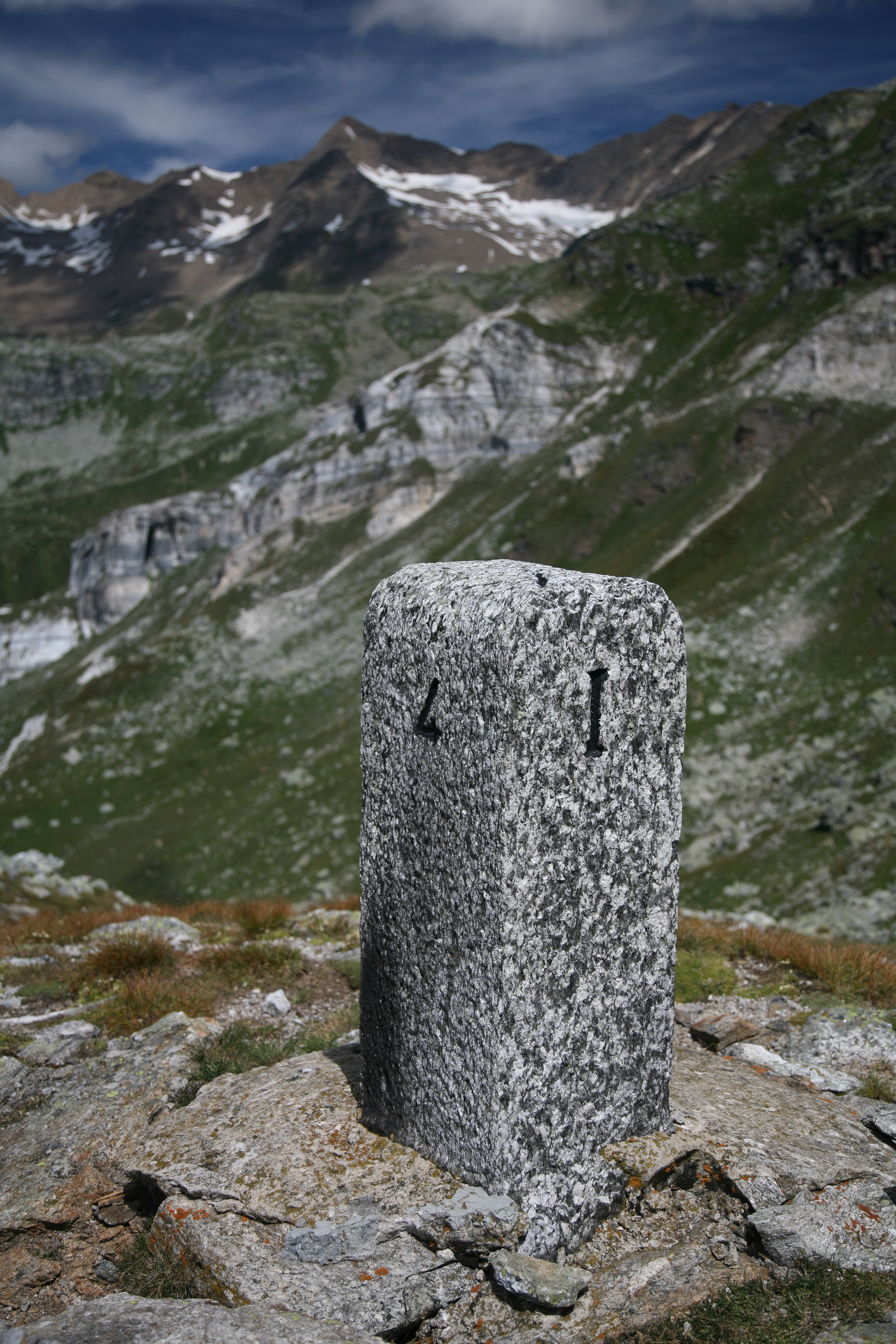
Grenzstein am Albrunpass

## Geschichte
Vermutlich war der Albrunpass schon in der jüngeren Eisenzeit begangen. In römischer Zeit gewann der Pass an Bedeutung, was durch mehrere Grabfunde im Binntal untermauert wird. Der Aufstieg zum Pass bot auf der italienischen Seite keine besonderen Schwierigkeiten. Auf der Nordseite jedoch bildete die unwegsame Twingischlucht der Binna zwischen Binn und dem Goms lange Zeit ein Hindernis. Der Saumpfad durch die Schlucht war ausgesetzt und bei schlechtem Wetter auch im Sommer gefährlich und im Winter wohl überhaupt unbegehbar. Der Zugang zum Binntal war dann nur östlich über einen Bergkamm möglich. Im Jahre 1938 wurde eine Fahrstrasse ins Binntal angelegt, die mit mehreren kurzen Tunnels durch die Twingi führte. Erst 1965 wurde die Fahrstrasse durch einen fast zwei Kilometer langen Strassentunnel winterfest.
Die Walser benutzten den Albrunpass Anfang des 13. Jahrhunderts für die Besiedlung des Eschentals. Danach wurde auch überregionaler Saumverkehr über den Pass abgewickelt. Der Handelsverkehr kam aber zu Beginn des 15. Jahrhunderts wegen der Wirren um die Zugehörigkeit des Eschentals, das ein Streitpunkt zwischen der Eidgenossenschaft und dem Herzogtum Mailand war, wieder zum Erliegen. An zahlreichen Stellen sind auf dem Passübergang mittelalterliche Wegspuren erhalten geblieben.
Während des Zweiten Weltkriegs wurde der Pass wegen seiner strategischen Bedeutung  mit Befestigungen versehen. Unterhalb des Passes wurde ein Beobachtungsposten eingerichtet, der zur heutigen Binntalhütte umgebaut wurde. Die eigentliche Festung befand sich drei Kilometer vom Pass entfernt am Mittlenberg. Aus der damaligen Truppenunterkunft ist die Mittlenberghütte (2394 m ü. M.) entstanden.